# Пулвама (округ)
Пулвама (англ. Pulwama) — округ в индийской союзной территории Джамму и Кашмир, в регионе Кашмир. Образован в 1979 году. В 2007 году из части территории округа Пулвама был сформирован новый округ Шопиан. Административный центр — город Пулвама. Площадь округа — 1398 км². По данным всеиндийской переписи 2001 года население округа составляло 652 607 человек. Уровень грамотности взрослого населения составлял 49,6 %, что ниже среднеиндийского уровня (59,5 %). Доля городского населения составляла 10,5 %.

## Административное деление
Пулвама содержит 3 техсила:
- Пампор
- Пулвама
- Трал

Округ состоит из пяти блоков: Трал, Келлер, Пампор, Пулвама и Какапора. Каждый блок содержит несколько панчаятов.

## Политика
В Пулваме 4 окружных собрания: Трал, Пампор, Пулвама и Раджпора.